# Oldřich V. z Kounic
Oldřich V. z Kounic (německy Ulrich V. von Kaunitz; 1569–1617) byl český šlechtic z rodu Kouniců. Oldřich V. byl původcem dvou hlavních linií rodu Kouniců a zároveň zakladatelem významného rodového jmění.

## Život
Narodil se jako syn Oldřicha (IV.) a jeho manželky Anežky z Boskovic. Oldřich mladší byl vychováván společně se svým bratrancem Ladislavem Velenem ze Žerotína, jehož matka Kunhuta byla sestrou Anežky. Později odjel na studia do italské Padovy.
Po svých rodičích zdědil panství Slavkov a Ždánice, v roce 1593 zakoupil město Novou Rousnici, roku 1605 Lomnici a v roce 1611 Uherský Brod s 10 vesnicemi. Jeho listina z 1. května 1614, týkající se záležitostí jeho panství, je významnou listinou, která podává informace o poměrech mezi vrchností a poddanými. Z ní mj. vyplývá, že tehdejší páni zdaleka nebyli despotové, kteří na svých panstvích uplatňovali neomezenou moc a svévoli.
Oldřich byl zapřisáhlý protestant a po smrti císaře Matyáše přešel na stranu odpůrců jeho nástupce Ferdinanda II. Ještě za Matyášova života se postavil do čela nekatolické šlechty a na zemském shromáždění v Olomouci v roce 1609 na Matyášovi požadoval, aby si pikardisté a luteráni směli v královských i diecézních městech stavět chrámy a praktikovat své vyznání. Žádal také vydání olomouckého farního kostela sv. Mořice protestantům.
Když hrabě Jindřich Matyáš Thurn se svým vojskem vytáhl na Vídeň, konala se 2. května 1619 v Oldřichově paláci v Brně bouřlivá schůze evangelických stavů, po níž byli jezuité a další katolíci vykázáni ze však úřadů a důstojností, které do té doby zastávali. Kromě toho byl Bedřich Falcký provolán moravským markrabětem a podobně.
Po bitvě na Bílé hoře 8. listopadu 1620 se však situace změnila. Když císařské oddíly zvítězily, byl zahájen tribunál se strůjci povstání, jemuž předsedal kardinál Ditrichštejn. Nad Oldřichem, ač byl již několik let mrtev, byl vynesen rozsudek smrti a klatba. Stejný osud postihl oba jeho syny, Bedřicha a Karla, ti však byli cestou milosti pouze vypovězeni ze země. Jejich majetek byl zkonfiskován, částečně ale zůstal zachován pro nezletilé příbuzné, kteří přestoupili na katolickou víru a byli vychováni pod patronátem kardinála Ditrichštejna.

### Rodina
Oldřich měl ze svých dvou manželství celkem 17 dětí:
- s Apolonií z Valdštejna 5
- s Ludmilou z Roupova 12 dětí.

Z nich pouze dva synové byli pokračovateli rodu: Bedřich z prvního manželství založil českou a Lev Vilém z druhého manželství, moravskou, později knížecí větev.